# Gustavo Cabrera Marroquín
Gustavo Cabrera (n. 13 de diciembre de 1979 en Puerto Barrios, Izabal, Guatemala) es un exfutbolista actualmente suspendido de por vida por la FIFA y la Federación de Fútbol de Guatemala. Cabrera fue inhabilitado de por vida por amaños de partidos. Es además hermano del jugador Edy Alberto Cabrera. 

## Trayectoria
Se inició en las categorías especiales de CSD Comunicaciones en el año 1995, donde militó durante 18 temporadas. Gracias a su polivalencia, ya que puede utilizar las dos piernas, fue pieza clave para que su equipo CSD Comunicaciones lograra el tricampeonato.
En el año 2004 luego de una buena presentación con la selección de Guatemala el Real Salt Lake lo fichó para participar en la MLS en donde disputó 4 partidos como titular, y otros como suplente. Su bajo rendimiento provocó su regreso a su anterior equipo CSD Comunicaciones.
En el año 2008 pasó a las filas del AGF Aarhus de Dinamarca como agente libre luego que se desvinculará de CSD Comunicaciones.
En mayo de 2010 firma contrato por un año con el Club Municipal luego de lograr desvincularse del Club Xelaju MC. Jugó en 2011 en el club Juventud Retalteca, donde militó un año. Firmó en enero de 2012 con el Club Deportivo Marquense con el que consiguió el sub-liderato del torneo clausura 2012, no obstante, su equipo fue eliminado en semifinales por el Xelaju MC que a la postre sería el campeón.
En junio de 2012, Gustavo Cabrera rescindió su contrato con el Club Deportivo Marquense a raíz del escándalo por supuesto amaño de partidos en el cual resultó involucrado, además de otros problemas personales. 
Unos días después, anuncia su vinculación al recién ascendido club Juventud Escuintleca. No obstante, Cabrera fue inhabilitado de por vida por la Federación de Fútbol de Guatemala.

## Selección
Ha participado en la Selección de fútbol de Guatemala desde el año 2000, donde ha sido una pieza fundamental para los técnicos que han dirigido la selección de Guatemala. Su debut como jugador representando a la Azul y Blanco fue en un partido amistoso contra Belice. 
Ha portado la camisola de Guatemala durante 101 partidos, la mayoría de ellos en partidos oficiales de la FIFA en las eliminatorias clasificatorias para los mundiales en Corea y Japón 2002 y para Alemania 2006 y Sudáfrica 2010 y actualmente para el mundial de Brasil 2014.
Como logros en la selección vale mencionar que ha metido 4 goles y ha sido capitán de la Selección.
Es el segundo jugador que ha portado la camisola guatemalteca, después de Guillermo Ramírez.
El 29 de mayo de 2012, es separado de la Selección Nacional por el DT Ever Hugo Almeida debido a supuestos arreglos de partidos, junto a Guillermo Ramírez y Yoni Flores. Dicha decisión conllevó a ser inhabilitados de toda actividad futbolística hasta esclarecer el caso.

## Clubes
| Club                   | País           | Año       |
| ---------------------- | -------------- | --------- |
| CSD Comunicaciones     | Guatemala      | 1995-2004 |
| Real Salt Lake         | Estados Unidos | 2004-2005 |
| CSD Comunicaciones     | Guatemala      | 2005-2008 |
| AGF Aarhus             | Dinamarca      | 2008      |
| Deportivo Jalapa       | Guatemala      | 2009      |
| Xelajú Mario Camposeco | Guatemala      | 2009      |
| CSD Municipal          | Guatemala      | 2010      |
| Juventud Retalteca     | Guatemala      | 2011      |
| Deportivo Marquense    | Guatemala      | 2012      |
| Juventud Escuintleca   | Guatemala      | 2012      |